# كامبوسامبييرو
كامبوسامبيرو هي بلدة وبلدية تقع على بعد 30 كيلومترًا شمال بادوفا ، في مقاطعة بادوا ، فينيتو ، شمال إيطاليا . أسسها الرومان و يعود تصميمها إلى العصور الوسطى ،و تضم العديد من المعالم التاريخية ،و أهم هذه المعالم المرتبطة بالإقامة القصيرة للقديس أنطونيوس البادوفي .و تشمل هذه المعالم مزار شجرة الجوز Santuario del Noce، الذي بُني في القرن الخامس عشر على موقع شجرة الجوز التي تسلقها القديس أثناء عظاته للقرويين، وهي كنيسة كاثوليكية رومانية مخصصة للقديس أنطونيوس البادواي ، في كامبوسامبييرو.
و من المعالم الأخرى مزار الرؤية حيث أقام به قبل وفاته في عام 1232.

## السكان
بلغ عدد سكان بلدة كامبوسامبييرو في عام 2024، وفقاً للمعهد الوطني للإحصاء الإيطالي، (11,853) نسمة، وتبلغ مساحة البلدة 21.12 كيلومتر مربع، وتصل الكثافة السكانية إلى 561.2 نسمة لكل كيلومتر مربع. وقد بلغ التغير السنوي في عدد السكان خلال آخر سنتين (-0.060%).
يفوق عدد الإناث عدد الذكور في بلدة كامبوسامبييرو بفارق بسيط، وتُعد الفئة العمرية الأكبر بين السكان هي من 18 إلى 64 سنة. وتشكل الأغلبية من السكان إيطاليين، حيث يبلغ عددهم 10,126 نسمة.

### المباني الدينية
تشمل البلدة مباني دينية مثل : كنيسة مادونا ديلا سالوتي ، وكنيسة القديس مرقس الإنجلي . تأسست في القرن الثاني عشر، و تم تجديدها عدة مرات ، و تضم لوحة جدارية من أوائل القرن السادس عشر ، منسوبة إلى جاكوبو باسانو، و لوحتين من القرن الثامن عشر لسيباستيانو ريتشي. المبنى النجمي هو القلعة الإقطاعية ، و هي الآن مقر الإدارة البلدية بجوار برج الساعة . و مزار شجرة الجوز Santuario del Noce ، و مزار الرؤية .

### الاحتفالات
يحتفل أهل بلدة كامبوسامبيرو في شهر أبريل بالطريق الذي سلكه القديس أنطونيوس بين كامبودارسيجو و كامبوسامبييرو و بادوفا. و في 13 يونيو يقام مهرجان ساجرا ديل سانتو، حيث يقام ورش عمل يستطيع من خلالها الأطفال صنع حرف يدوية .

## المدن التوأم – المدن الشقيقة
كامبوسامبييرو توأمة مع
- ياسوو [الإنجليزية]، بولندا, منذ نوفمبر2002 [1]

## الشخصيات البارزة
الشخصيات البارزة في بلدة كامبوسامبيرو :
- ماوريتسيو بيدين، لاعب كرة القدم إيطالي
- دينو باجو، لاعب كرة قدم إيطالي
- فابريزيو غولين [الإنجليزية]، سائق سباق